# John Turturro
John Michael Turturro (Brooklyn, Nova Iorque, 28 de Fevereiro de 1957) é um ator, roteirista e diretor americano, conhecido pelos seus papeis nos filmes Faça a Coisa Certa (1989), Ajuste Final (1990), Barton Fink (1991), Quiz Show (1994), O Grande Lebowski (1998), E Aí, Meu Irmão, Cadê Você? (2000) e a franquia Transformers. Ele apareceu em mais de 60 filmes e trabalhou freqüentemente com os irmãos Coen, Adam Sandler e Spike Lee.

## Vida
Turturro nasceu em Brooklyn, Nova York, filho de Katherine, uma cantora amadora de jazz que trabalhou para a Marinha durante a Segunda Guerra Mundial, e Nicholas Turturro, um carpinteiro e pedreiro que lutou como marinheiro no Dia D. A mãe de Turturro era siciliana (de Aragona, próximo a Agrigento) e seu pai imigrou de Giovinazzo, Bari, Itália aos 6 anos. Turturro foi criado católico e se mudou para a seção Rosedale do Queens, Nova York com sua família quando tinha 6 anos. Ele se formou em Artes Cênicas na Universidade Estadual de Nova York em New Paltz, e completou seu Mestrado em Belas Artes (MFA) na Escola de Drama de Yale. Sua primeira aparição em filmes foi em 1980 como figurante em Touro Indomável, de Martin Scorsese, muito bem recebido pela crítica.

## Filmografia

### Filmes
| Título                                  | Ano  | Papel                          | Notas |
| --------------------------------------- | ---- | ------------------------------ | --- |
| Touro Indomável                         | 1980 | Homem na mesa                  | Não-creditado |
| Exterminator 2                          | 1984 | Homem nº 1                     | |
| Flamingo Kid                            | 1984 | Ted de Pinky's                 | não-creditado |
| Procura-se Susan Desesperadamente       | 1985 | Ray                            | |
| Viver e Morrer em Los Angeles           | 1985 | Carl Cody                      | |
| Hannah e suas Irmãs                     | 1986 | Escritor                       | |
| A Cor do Dinheiro                       | 1986 | Julian                         | |
| Gung Ho                                 | 1986 | Willie                         | |
| Policial por Acaso                      | 1986 | Neil Pepper                    | |
| Vingança Tardia                         | 1987 | Heinz Zabantino                | Indicado—Prêmio Independent Spirit para Melhor Ator Coadjuvante |
| O Siciliano                             | 1987 | Pisciotta                      | |
| Faça a Coisa Certa                      | 1989 | Pino                           | |
| Catchfire                               | 1990 | Pinella                        | |
| State of Grace                          | 1990 | Nick                           | |
| Mais e Melhores Blues                   | 1990 | Moe Flatbush                   | |
| Ajuste Final                            | 1990 | Bernie Bernbaum                | |
| Men of Respect                          | 1991 | Mike Battaglia                 | |
| Febre da Selva                          | 1991 | Paulie Carbone                 | |
| Barton Fink                             | 1991 | Barton Fink                    | Prêmio de Interpretação Masculina no Festival de Cannes David di Donatello para Melhor Ator Estrangeiro Indicado— Prêmio da Chicago Film Critics Association para Melhor Ator |
| Mac                                     | 1992 | Niccolò Vitelli                | Diretor e roteirista Câmera de Ouro Indicado—Prêmio Independent Spirit para Melhor Diretor Indicado—Prêmio Independent Spirit para Melhor Filme de Estreia |
| Brain Donors                            | 1992 | Roland T. Flakfizer            | |
| Being Human                             | 1993 | Lucinnius                      | |
| Sem Medo de Viver                       | 1993 | Bill Pearlman                  | |
| Quiz Show                               | 1994 | Herb Stempel                   | Indicado—Prêmio da Chicago Film Critics Association para Melhor Ator Coadjuvante Indicado—Prêmio Chlotrudis para Melhor Ator Coadjuvante Indicado—Prêmio Golden Globe para Melhor Ator Coadjuvante - Cinema Indicado—Prêmio Screen Actors Guild para Excelente Performance por um Ator Coadjuvante |
| The Search for One-eye Jimmy            | 1994 | Disco Bean                     | |
| Cercar e Destruir                       | 1995 | Ron                            | |
| Meus Tios Herois                        | 1995 | Sidney Lidz                    | |
| Irmãos de Sangue                        | 1995 | Det. Larry Mazilla             | |
| Sugartime                               | 1995 | Sam Giancana                   | Filme televisivo |
| Girl 6                                  | 1996 | Murray                         | |
| A Caixa do Luar                         | 1996 | Al Fountain                    | Indicado—Prêmio Independent Spirit de Melhor Ator |
| Grace of My Heart                       | 1996 | Joe Milner                     | Indicado—Prêmio Chlotrudis para Melhor Ator Coadjuvante |
| A Trégua                                | 1997 | Primo Levi                     | |
| Viver e Morrer em Nova York             | 1997 | Leon                           | |
| Illuminata                              | 1998 | Tuccio                         | Diretor e roteirista Indicado—Palma de Ouro |
| Cartas na Mesa                          | 1998 | Joey Knish                     | |
| Jogada Decisiva                         | 1998 | Billy Sunday                   | |
| O.K. Garage                             | 1998 | Jonny                          | |
| O Grande Lebowski                       | 1998 | Jesus Quintana                 | |
| O Verão de Sam                          | 1999 | Demônio                        | Dublador |
| O Poder Vai Dançar                      | 1999 | Aldo Silvana                   | |
| E Aí, Meu Irmão, Cadê Você?             | 2000 | Pete                           | Indicado—MTV Movie Award para Melhor Grupo em Cena (com George Clooney e Tim Blake Nelson) |
| Por Que Choram os Homens                | 2000 | Dante Dominio                  | |
| Company Man                             | 2000 | Crocker Johnson                | |
| Two Thousand and None                   | 2000 | Benjamin Kasparian             | |
| O Último Lance                          | 2001 | Alexander Luzhin               | |
| No Limite da Imaginação                 | 2001 | Monkeybone                     | Dublador |
| Thirteen Conversations About One Thing  | 2001 | Walker                         | Florida Film Critics Circle Award para Melhor Elenco |
| Efeito Colateral                        | 2002 | Armstrong                      | |
| Monday Night Mayhem                     | 2002 | Howard Cosell                  | Indicado—Prêmio Screen Actors Guild para Excelente Performance por um Ator em uma Minissérie ou Filme Televisivo |
| A Herança de Mr. Deeds                  | 2002 | Emilio Lopez                   | |
| Medo X                                  | 2003 | Harry                          | Indicado—Prêmio Bodil para Melhor Ator Indicado - Prêmio Motosserra Fangoria para Melhor Ator |
| Tratamento de Choque                    | 2003 | Chuck                          | |
| Opopomoz                                | 2003 |                                | Dublador |
| Elas Me Odeiam, Mas Me Querem           | 2004 | Don Angelo Bonasera            | |
| Janela Secreta                          | 2004 | John Shooter                   | Indicado—Prêmio Saturn para Melhor Ator Coadjuvante |
| O Bom Pastor                            | 2006 | Ray Brocco                     | |
| Segredos de Estado                      | 2006 | William Pound                  | |
| Romance e Cigarros                      | 2006 | Homem dançarino e cantor       | Diretor e Roteiro Indicado—Leão de Ouro |
| The Bronx is Burning                    | 2007 | Billy Martin                   | Indicado—Prêmio Screen Actors Guild para Excelente Performance por um Ator em uma Minissérie ou Filme Televisivo |
| Transformers                            | 2007 | Agente Seymour Simmons         | |
| Margot e o Casamento                    | 2007 | Jim                            | Indicado—Prêmio Gotham para Melhor Elenco |
| Slipstream                              | 2007 | Harvey Brickman                | |
| Fora de Controle                        | 2008 | Dick Bell                      | |
| Zohan: Um Agente Bom de Corte           | 2008 | Fatoush 'The Phantom' Hakbarah | |
| Milagre em Sta. Anna                    | 2008 | Detetive Antonio 'Tony' Ricci  | Indicado—Prêmio Black Reel para Melhor Elenco |
| O Sequestro do Metrô 1 2 3              | 2009 | Camonetti                      | |
| Transformers: A Vingança dos Derrotados | 2009 | Seymour Simmons                | |
| Rehearsal for a Sicilian Tragedy        | 2009 | Ele mesmo                      | Produtor, roteirista |
| Passione                                | 2010 | Ele mesmo/Narrador             | Diretor, co-roteirista |
| O Quebra Nozes em 3D                    | 2010 | O Rato Rei                     | |
| Carros 2                                | 2011 | Francesco Bernoulli            | |
| Transformers: O Lado Oculto da Lua      | 2011 | Seymour Simmons                | |
| Somewhere Tonight                       | 2011 | Leroy                          | |
| Gods Behaving Badly                     | 2013 | Hades                          | |
| Fading Gigolo                           | 2014 | Fioravante                     | Diretor e roteirista |
| God's Pocket                            | 2014 | Arthur Capezio                 | |
| Exodus: Gods and Kings                  | 2014 | Seti I                         | |
| Rio, eu te amo                          | 2014 | Homem                          | Diretor e roterista (segmento "Quando não há Mais Amor") |
| Mia Madre                               | 2015 | Barry Huggins                  | |
| Partly Cloudy with Sunny Spells         | 2015 | Lombelli                       | |
| The Ridiculous 6                        | 2015 | Abner Doubleday                | |
| Hands of Stone                          | 2016 | Frankie Carbo                  | |
| Transformers: O Último Cavaleiro        | 2017 | Seymour Simmons                | |
| The Batman                              | 2022 | Carmine Falcone                | |
| The Room Next Door                      | 2024 | TBA                            | |

Audiobook
- Guerra Mundial Z, 2007, como Serosha Garcia Alvarez

### Televisão
- Miami Vice, episódio 1x16, 1985
- Monk, como Ambrose Monk
  - Mr. Monk and the Three Pies (2004)
  - Mr. Monk Goes Home Again (2005)
  - Mr. Monk's 100th Case (2008)
- Flight of the Conchords, 2007, como ele mesmo
- The Night Of como advogado John Stone.
- Severance (2022) como Irving

### Como diretor
- Mac (1992)
- Illuminata (1998)
- Romance e Cigarros (2005)
- Passione (2010)
- Amante a Domicílio (2013)
- Rio, eu te amo (co-diretor) (2014)
- Hair (curta-metragem) (2017)
- Ninguém brinca com Jesus Quintana (2019)

### Comerciais
- NBA on TNT, como Claude X